# مارك نوردكفيست
مارك نوردكفيست (بالفنلندية: Marc Nordqvist)‏ هو لاعب كرة قدم فنلندي في مركز حراسة المرمى، ولد في 1 يونيو 1997 في ماريهامن في فنلندا. شارك مع منتخب فنلندا تحت 21 سنة لكرة القدم. أما مع النوادي، فقد لعب مع نادي ماريهامن.

## وصلات خارجية
- مارك نوردكفيست على موقع الاتحاد الأوربي (الإنجليزية)
- مارك نوردكفيست على موقع قاعدة بيانات كرة القدم.إي يو (الإنجليزية)
- مارك نوردكفيست على موقع Soccerway.com (الإنجليزية)
- مارك نوردكفيست على موقع عالم كرة القدم.نت (الإنجليزية)